# New World Order
New World Order (nWo) var en gruppe wrestlere i World Championship Wrestling (WCW), der blev dannet af Hollywood Hogan, Kevin Nash og Scott Hall i juli 1996 og eksisterede frem til 2000. I 2002 blev nWo gendannet for en kort periode i World Wrestling Federation med de originale medlemmer.
nWo blev dannet af Hulk Hogan, Kevin Nash og Scott Hall ved WCW's Bash at the Beach 7. juli 1996. nWo hærgede WCW og dets wrestlere, og gruppens mål var at overtage wrestlingorganisationen og dominere professionel wrestling. nWo blev én af de mest hadede, men også én af de mest succesfulde grupper af wrestlere nogensinde, og nWo erobrede de største og mest prestigefyldte titler i WCW, bl.a. WCW World Heavyweight Championship (som de straks omdøbte nWo World Heavyweight Championship) og WCW World Tag Team Championship. De fleste handlingsforløb i WCW blev hurtigt fuldstændig domineret af nWo, fordi fans verden over var chokeret over, at superhelten fra 1980'erne, Hulk Hogan, havde vendt dem ryggen, og derudover var fans interesseret i, hvad nWo fandt på yderligere. Det resulterede i, at WCW's seertal mellem 1996 og 1998 konstant var højere end World Wrestling Federation, som WCW havde konkurreret med i nogle år om at være verdens største wrestlingorganisationen. WCW's ugentlige tv-program Nitro slog WWF's RAW 84 uger i træk på seertal.
I 1999 forlod Hollywood Hogan nWo, og gruppen begyndte lige så stille at miste sin dominans. World Wrestling Federation opkøbte i 2001 WCW, og året efter gendannede Hollywood Hogan gruppen med de originale medlemmer Kevin Nash og Scott Hall i WWF. WWF's ejer, Vince McMahon, opløste dog nWo igen i 2002 efter både Hollywood Hogan og Scott Hall havde forladt gruppen igen.

## Historie

### World Championship Wrestling (1996-2000)

#### Formation (1996)
Den tidligere WWF-wrestler Scott Hall debuterede 27. maj 1996 på WCW's ugentlige tv-program Nitro. To uger senere debuterede en anden tidligere WWF-wrestler Kevin Nash ligeledes på Nitro, og sammen proklamerede de, at de ville overtage WCW. Hall og Nash informerede, at de havde en hemmelig partner, og de udfordrede til en 3-mod-3-kamp ved Bash at the Beach 7. juli 1996. Wrestlere i WCW begyndte at rotte sig sammen mod truslen udefra, og organisation valgte tre af dens bedste wrestlere – Randy Savage, Sting og Lex Luger – til kampen mod The Outsiders (Hall og Nash). Hall og Nash startede kampen 2-mod-3 og nægtede at afsløre, hvem den sidste wrestler var. Luger blev dog hurtigt skadet og kampen fortsatte 2-mod-2. Til sidst i kampen ankom Hulk Hogan dog til ringen, og til alles overraskelse angreb han sin mangeårige tagteampartner Randy Savage. Hogan, herefter kendt som Hollywood Hogan, dannede straks herefter New World Order (nWo) sammen med Hall og Nash.

#### nWo (1996-1998)
Hollywood Hogan besejrede den regerende verdensmester, The Giant, i en kamp om WCW World Heavyweight Championship ved WCW's Hog Wild i august 1996 med hjælp fra Hall og Nash. Tidligere samme aften havde The Outsiders besejret Lex Luger og Sting i en slags rematch fra Bash at the Beach.
nWo indledte nu en fejde med IV Horsemen, der skulle i kulminere i en speciel WarGames-kamp (4-mod-4) ved WCW's Fall Brawl. Inden da havde Hogan succesfuldt forsvaret VM-titlen mod den legendarisk Ric Flair, lederen af IV Horsemen, ved Clash of the Champions 28. Den tidligere WWF-wrestler og milliardær Ted DiBiase gjorde sin ankomst til WCW 26. august, og han viste sig at være den, der finansierede nWo, og gruppens manager. Til WarGames-kampen oplyste nWo igen ikke, hvem den fjerde og sidste wrestler ville være i kampen mod IV Horsemen/WCW (Ric Flair, Arn Anderson, Lex Luger og Sting), og mod kampen slutning viste det sig at være en falsk Sting-look-alike (nWo Sting) for at forvirre. I troen om, at Sting havde tilsluttet sig nWo angreb Luger nWo Sting, og da den rigtige Sting endelig ankom, blev han så skuffet over Lugers og de andres tiltro til ham, at han i sidste ende forlod WCW. nWo vandt WarGames-match 4-mod-3.
I september 1996 begyndte nye medlemmer af slutte sig til nWo, bl.a. den tidligere WCW-mester The Giant (2. sept.), Syxx (16. sept.), Vincent (23. sept.) og Randy Savages ekskone og manager Miss Elisabeth (30. sept.). Nasty Boys (Jerry Saggs og Brian Knobbs) blev også medlemmer af nWo, men de blev smidt ud igen to uger efter, fordi de forlangte for mange af Ted DiBiases penge. Flere wrestlere blev nærmest tvunget ind i nWo, da WCW's vicepræsident og tv-kommentator Eric Bischoff 18. nov. tilsluttede sig nWo også. Han truede med at fyre wrestlere, hvis de ikke tilsluttede sig nWo, og det fik Buff Bagwell (25. nov.), Mr. Wallstreet (9. dec.), Masahiro Chono (16. dec.) Big Bubba (16. dec.) og Scott Norton (16. dec.) til at blive nWo-medlemmer.
Hollywood Hogan forsvarede sin VM-titel mod Randy Savage ved Halloween Havoc i oktober, hvor The Outsiders tidligere samme aften havde vundet WCW World Tag Team Championship mod verdensmestrene Harlem Heat.
nWo begyndte nu en fejde med wrestlingikonet og filmskuespilleren Roddy Piper. Piper besejrede Hollywood Hogan i hovedkampen ved WCW's Starrcade i december 1996, men da Piper ikke var under kontrakt med WCW, var det ikke nogen titelkamp. WCW skrev herefter kontrakt med Piper i håb om, at han kunne vinde VM-titlen fra Hogan, men Hogan besejrede Piper i en rematch 23. februar 1997 ved WCW's SuperBrawl VII med hjælp fra Randy Savage, der herved tilsluttede sig nWo trods deres tidligere fejde. nWo sparkede The Giant ud af gruppen efter hans nederlag til Lex Luger. Hogan forsvarede sin VM-titel mod The Giant ved nWo's egen event Souled Out i januar 1997. Alle kampe ved nWo's Souled Out havde nWo's egen dommer, Nick Patrick, som dommer.
10. marts 1997 tilsluttede basketballstjernen Dennis Rodman sig gruppen. Ugen efter spillede han en vigtig rolle i nWo's sejr over Team WCW (Lex Luger, The Giant og Steiner Brothers) og Team Piper (Roddy Piper og IV Horsemen). nWo's hold bestod af Hollywood Hogan, Kevin Nash, Scott Hall og Randy Savage, men det var Rodmans indblanding, der var skyld i, at Roddy Piper blev elimineret fra kampen. Dennis Rodman gjorde i juni 1997 sin wrestlingdebut ved Bash at the Beach, hvor han teamede op sammen med Hollywood Hogan mod The Giant og Lex Luger. Selvom Rodman gjorde en overraskende god figur, tabte de kampen.
Efter en periode på næsten seks måneder, hvor Hogan ikke havde forsvaret VM-titlen, blev han endelig tvunget til at forsvare titlen mod Lex Luger. I en episode af Monday Nitro 4. august besejrede Luger den 7-dobbelte verdensmester og vandt dermed VM-titlen tilbage til WCW. Luger var dog ikke i stand til at bibeholde bæltet mere end fem dage, idet Hogan vandt sin ottende VM-titel ved at besejre Luger i rematchen ved Road Wild. Måneden efter var det igen blevet tid til den årlige WarGames-kamp (4-mod-4), og IV Horsemen udfordrede ligesom året forinden nWo. Et par uger inden havde Arn Anderson fra IV Horsemen, der havde været skadet i en længere periode, indstillet karrieren og tilbudt sin plads i gruppen til den legendariske Curt Hennig, der netop var ankommet til WCW. IV Horsemen's hold bestod dermed af Ric Flair, Curt Hennig, Steve McMichael og Chris Benoit, men i WarGames-kampen mod nWo (Kevin Nash, Syxx, Konnan og Buff Bagwell) vendte Curt Hennig sit hold ryggen og tilsluttede sig nWo. Det var dermed 5-mod-3, og nWo vandt forholdsvis nemt. Curt Hennig vandt dagen efter WCW United States Heavyweight Championship ved at besejre Steve McMichael, og Hennig forsvarede titlen flere gange i de kommende uger, bl.a mod Chris Benoit og Ric Flair.
Hollywood Hogan overfaldt WCW-kommissæren James J. Dillon og slog ham bevidstløs, men det resulterede bare i, at WCW udnævnte ingen ringere end Roddy Piper som ny, midlertidig WCW-kommissær. Piper startede med at beordre nWo til at forsvare deres WCW World Tag Team Championship på Nitro 13. oktober, og det lykkedes endelig Steiner Brothers at vinde bælterne fra dem. Piper udfordrede også Hogan til en Steel Cage Match, en særlig voldsom match inden i et stort bur af stål. Kampen fandt stedet ved Halloween Havoc senere i oktober, og Piper besejrede Hogan for tredje gang inden for et år. Af en eller anden grund var det ikke nogen titelkamp. Det var det heller ikke aftenen efter, hvor Hogan mødte Diamond Dallas Page.
Sting, der siden han havde forladt WCW i september 1996, havde kommet ned fra loftet i arenaer under Nitro og WCW's pay-per-view-shows, fik endelig en VM-titelkamp mod Hollywood Hogan ved Starrcade 1997. Det blev promoveret som én af de største kampe i WCW's historie, og det endte med, at Sting under kontroversielle omstændigheder vandt VM-titlen fra Hogan med hjælp fra Bret Hart. Nogle uger efter fik Sting dog frataget VM-bæltet, og de to mødtes i en rematch ved WCW's SuperBrawl VIII, hvor Sting endnu engang vandt.
Nu hvor Hollywood Hogan ikke længere var den regerende verdensmester fik de andre nWo-medlemmer til at røre på sig og gå efter Stings VM-titel. Både Scott Hall og Kevin Nash udfordrede Sting for titlen, og samtidig proklamerede Hogan, at de ville give ham titlen tilbage, hvis de vandt. I mellemtiden forsøgte Hogan at smide Randy Savage ud af gruppen, og Hollywood Hogan og Randy Savage mødtes ved WCW's Uncensored i marts 1998, om hvem der skulle være leder af nWo. Hogan vandt, men Randy Savage og Kevin Nash dannede måneden efter nWo Wolfpac, aftenen efter at Randy Savage havde vundet VM-titlen fra Sting ved WCW's Spring Stampede i april 1998. Samme aften mødtes Savage og Hogan i en VM-titelkamp, og her vandt Hogan igen og var dermed atter verdensmester. Hogan dannede kort efter nWo Hollywood, og nWo var nu splittet i to nye faktioner – nWo Wolfpac med Kevin Nash som leder og nWo Hollywood med Hollywood Hogan som leder.

#### nWo Wolfpac vs. nWo Hollywood (1998)
Kevin Nash proklamerede under en episode af Nitro 27. april 1998, at nWo Wolfpac, som tidligere havde beskrevet sammenholdet mellem Kevin Nash, Scott Hall og Syxx (Syxx havde dog forladt nWo og WCW, og Scott Hall havde været væk i nogle uger), var ved at blive udvidet med flere medlemmer. Randy Savage, der havde vundet WCW's VM-titel fra Sting aftenen inden, og Konnan blev introduceret som nye medlemmer, der ikke længere støttede Hollywood Hogan som leder. I ugerne efter kom Curt Hennig (4. maj), Dusty Rhodes (11. maj), Rick Rude (1. juni), Miss Elizabeth (1. juni) og også med i nWo Wolfpac, men de valgte alle at vende nWo Wolfpac ryggen og sluttede sig i sidste ende til nWo Hollywood alligevel. I stedet for blev nWo Wolfpac udvidet med flere WCW-wrestlere, heriblandt Lex Luger (25. maj) og Sting (1. juni), og i den forbindelse begyndte nWo Wolfpac at blive ekstremt populære blandt fans. Randy Savage blev skadet, og nWo Wolfpac bestod nu reelt kun af fire wrestlere: Kevin Nash, Konnan, Lex Luger og Sting. Gruppen prøvede at få WCW's største stjerne Diamond Dallas Page til at slutte sig til dem også, men han afslog.
Hollywood Hogans modtræk blev dermed dannelsen af nWo Hollywood 11. maj 1998, og han fik straks støtte af The Disciple, Eric Bischoff, Brian Adams og Vincent. Ugen efter sluttede The Giant sig også til nWo Hollywood, og seks dage senere vendte Scott Hall tilbage til ringen og valgte overraskende at slutte sig til Hogans faktion af nWo ved WCW's Slamboree i maj 1998. nWo Hollywood begyndte at ligne fortsættelsen af det originale nWo, og langt de fleste nWo-medlemmer valgte således også at slutte sig til nWo Hollywood frem for nWo Wolfpac, heriblandt Dusty Rhodes (11. maj), Scott Steiner (8. juni), Curt Hennig (14. juni), Rick Rude (14. juni), Buff Bagwell (20. juli), Scott Norton (20. juli). Derudover fik gruppen også to helt nye medlemmer: Bret Hart (1. juni) og Stevie Ray (24. august). I sidste ende virkede Hollywood Hogan som den leder, der havde fået støtte fra flest nWo-medlemmer, og han var også i stand til at vinde WCW World Heavyweight Championship fra Randy Savage 11. maj 1998. Men Hogan holdt kun VM-titlen i knap to måneder, inden han blev besejret af den ubesejrede Goldberg, der i hastig fart var ved at blive WCW's nye superstjerne.
Ved WCW's traditionsrige WarGames Match ved WCW's Fall Brawl i september 1998 mødtes tre hold: nWo Wolfpac (Kevin Nash, Sting og Lex Luger), nWo Hollywood (Hollywood Hogan, Stevie Ray og Bret Hart) og WCW (Diamond Dallas Page, Roddy Piper og Warrior). Diamond Dallas Page vandt kampen og vandt rettighederne til en VM-titelkamp mod den regerende verdensmester Goldberg ved WCW's Halloween Havoc i oktober 1998. Hollywood Hogan og Warrior begyndte en fejde, hvori Warrior var i stand til at konvertere The Disciple, Hogans bedste ven, til sin nye organisationen One Warrior Nation (oWn). Det kulminerede i en rematch (fra WWF's WrestleMania VI), som Hogan vandt. De to tidligere bedste venner – Kevin Nash fra nWo Wolfpac og Scott Hall fra nWo Hollywood – kæmpede også ved både Halloween Havoc og World War 3, og fejden endte med, at Scott Hall blev smidt ud af nWo Hollywood.
I november 1998 annoncerede Hollywood Hogan, at han ville forsøge at stille op som præsidentkandidat ved det amerikanske præsidentvalg i 2000, og derfor indstillede han øjeblikkeligt karrieren. Hogan udnævnte herefter Scott Steiner som ny leder af nWo Hollywood. Bret Hart og Diamond Dallas Page kæmpede adskillige gange om WCW United States Heavyweight Championship i december 1998, som Bret Hart endte med at vinde med hjælp fra The Giant. Diamond Dallas Page fik dog revanche ved at besejre The Giant ved WCW's Starrcade 1998 i slutningen af december. nWo Wolfpac havde mod slutningen af 1998 masser af fremdrift – til trods at Sting og Randy Savage var ude med skader – idet Konnan vandt WCW World Television Championship. Kevin Nash vandt en battle royal med 60 wrestlere ved World War 3, og han var ligeledes i stand til at vinde VM-titlen fra Goldberg ved Starrcade 1998 med hjælp fra Scott Hall, der ønskede at genoptage venskabet. Kevin Nash blev dermed den første til at besejre Goldberg nogensinde.

#### nWo Reunion (1999)
nWo Wolfpacs leder og den nye verdensmester, Kevin Nash, udfordrede nWo Hollywoods leder, Hollywood Hogan, til en VM-titelkamp på WCW Monday Nitro 4. januar 1999, og Hogan, der ellers havde trukket sig tilbage, gjorde dermed comeback efter kun seks ugers pause. På vej til ringen genforenede Kevin Nash og Scott Hall deres succesrige tagteam, The Outsiders, og Nash gik derefter op i ringen for at forsvare VM-titlen mod Hogan i en kamp, som fans havde villet se længe. I en begivenhed, der senere er blevet kendt som The Fingerpoke of Doom, prikkede Hogan stille og roligt til Nash, der herefter gik i gulvet meget dramatisk. Herefter lagde Hogan sig over Nash og vandt dermed WCW's VM-titel endnu engang. Episoden markerede desværre begyndelsen til enden for World Championship Wrestling, særligt fordi den devaluerede WCW World Heavyweight Championship ved at lade Nash bogstavelig talt forære titlen til Hogan uden nogen rigtig titelkamp. Kort efter kampen blev det originale nWo genforenet i ringen af Hollywood Hogan, Kevin Nash, Scott Hall og Scott Steiner. Fans var chokerede over Nashs handlinger, men blev endnu mere forbavset, da Lex Luger (fra nWo Wolfpac) også sluttede sig til nWo Reunion.
I månederne efter fremtonede nWo atter som én samlet enhed med lederskab af Hollywood Hogan og til en vis grad også Kevin Nash. De enkelte medlemmer bar både nWo's hvide og sorte farver, samt nWo Wolfpacs røde og sorte farver. Der begyndte dog at opstå et slags hierarki i gruppen, hvor de vigtigste og mest succesrige wrestlere kaldte sig Wolfpac, heriblandt Hollywood Hogan, Kevin Nash, Scott Hall, Scott Steiner, Buff Bagwell og Lex Luger, og de kom ofte til ringen med Wolfpac-musik. De andre wrestlere, heriblandt Scott Norton, Brian Adams, Vincent, Stevie Ray og Horace Hogan fortsatte med at bruge det originale nWo-musik. Konnan fra nWo Wolfpac blev smidt ud af gruppen, da han ifølge Luger og Nash ikke var god nok, mens Curt Hennig og The Giant fra nWo Hollywood ligeledes blev smidt ud. Det indledte nogle opgør mellem Wolfpac og Rey Mysterio, hvor Konnan fik hjælp af Rey Mysterio, Jr.. Bret Hart, der tidligere havde været kædet sammen med nWo Hollywood, blev længere set sammen med nWo, mens både Sting og Randy Savage fra nWo Wolfpac fortsat var ude med skader.
Ric Flair, der havde besejret Eric Bischoff i en kamp om at blive WCW's præsident, forærede sig selv en VM-titelkamp mod Hollywood Hogan ved WCW's SuperBrawl IX i februar 1999. Ric Flair tabte dog kampen, da hans 19-årige søn, David Flair, chokerede wrestlingfans ved at slutte sig til nWo og hjælpe Hogan. Det genforenede nWo fremstod nu stærkere end nogensinde før og efter SuperBrawl IX havde nWo tre af organisationens vigtigste titler i deres besiddelse – WCW World Heavyweight Championship (Hollywood Hogan), WCW United States Heavyweight Championship (Scott Hall, der netop havde besejret Roddy Piper) og WCW World Television Championship (Scott Steiner). Ric Flair begyndte som resultat af sin søns overraskende opførsel at opføre sig endnu mere bizart og brugte sin nye magt som præsident til at sætte sig selv i endnu en VM-titelkamp ved WCW's Uncensored i marts 1999. Uncensored 1999 viste sig at blive et vendepunkt for nWo's succes, idet WCW-wrestlere var i stand til at vinde flere af titlerne, heriblandt Booker T, der besejrede Scott Steiner, og Chris Benoit og Dean Malenko fra IV Horsemen, der vandt WCW World Tag Team Championship. Ric Flair formåede yderligere at besejre Hollywood Hogan i deres rematch og dermed vinde VM-titlen for 14. gang i karrieren. Hollywood Hogan og Ric Flair mødtes i endnu en VM-titelkamp ved WCW's Spring Stampede i april, men denne gang også med deltagelse af Sting og Diamond Dallas Page, og det blev Page, der vandt titlen for første gang. I løbet af kampen måtte Hogan dog udgå, fordi Page havde ødelagt Hogans knæ.
Med Hollywood Hogan og Scott Hall ude med skader og opdelingen af gruppe i to havde nWo svært ved at holde gruppen samlet. Flere wrestlere begyndte at falde fra, heriblandt Lex Luger (der blev genforenet med Sting, da han vendte tilbage fra en længere skadespause) og David Flair (der gik tilbage til sin far og IV Horsemen). nWo's to mest prominente navne, Kevin Nash og Scott Steiner, blev uenige om, hvem der skulle have lov til at udfordre den nye verdensmester til en VM-titelkamp ved WCW's Slamboree i maj. Nash fik titelkampen og besejrede Diamond Dallas Page, men Nash var blevet en fanfavorit igen og disassociaterede sig fra nWo. Nash forsvarede VM-titlen ved WCW's The Great American Bash i juni mod Randy Savage, der havde vendt tilbage til wrestling efter et års pause og ikke længere var en del af nogen nWo-gruppe. Scott Steiner fik derimod gendannet Steiner Brothers, da han fik sin bror, Rick Steiner, med i gruppen. I denne periode fremstod nWo dog sjældent som en samlet enhed, og gruppen indflydelse begyndte så småt at formindskes.
Kevin Nash mistede VM-titlen ved Bash at the Beach 1999, og aftenen efter vendte Hollywood Hogan og blev i den forbindelse tiljublet af fans. Hogan udfordrede med det samme den nye verdensmester Randy Savage og vandt med hjælp fra Nash VM-titlen for 11. gang i karrieren. Ugen efter udfordrede Nash dog Hogan til en VM-titelkamp ved Road Wild 1999. Ugen inden kampen vendte Hogan tilbage til sine klassiske gule og røde Hulkamania-farver og sagde dermed farvel til nWo efter mere tre år. Hulk Hogan forsvarede VM-titlen i en Retirement Match mod Nash, og med Nashs farvel, Hogans tilbagevenden til Hulkamania og skader blandt flere prominente nWo-medlemmer, heriblandt Scott Hall og Scott Steiner, var nWo-æraen forbi.

#### nWo 2000 (1999-2000)
I slutningen af 1999 forsøgte nWo dog at vende tilbage i World Championship Wrestling. Gruppen kaldte sig nWo 2000, og i stedet for de traditionelle sorte og hvide farver bar gruppens medlemmer sølv og sort. Gruppen understregede i logoet ordet "new" for at signalere, at dette var en ny udgave af gruppen, og den bestod af bl.a. Bret Hart, Kevin Nash, Scott Hall, Jeff Jarrett og Scott Steiner. nWo 2000 varede dog ikke så længe, og gruppen begyndte så småt at forsvinde i starten af 2000 efterfulgt af lederen Bret Harts farvel til wrestling, pga. en alvorlig skade, som han havde fået i en VM-titelkamp mod Goldberg ved WCW's Starrcade 1999. I denne periode havde ikke kun nWo, men også hele WCW, gået ind i en tid, hvor det virkede som om organisationen var på vej til at kollapse, fordi WCW konstant blev besejret i kampen om seere af World Wrestling Federation. Mange fans beskyldte WCW for at have holdt fast i nWo-handlingsforløbet alt for længe, og det var grunden til WCW's mangel på succes. I april 2000 genstartede WCW's ledelse organisationen, og gruppen The New Blood tog nWo's rolle som den førende gruppe heel-wrestlere, og nWo blev ikke set i WCW mere.

### World Wrestling Federation (2002)

#### 2002
Grundet World Championship Wrestlings manglende succes blev organisationen sat til salg og kort efter købt af World Wrestling Federation i 2001. Året efter valgte WWF at få Hollywood Hogan, Kevin Nash og Scott Hall til at gendanne den originale nWo-gruppe ved WWF's No Way Out i februar 2002. WWF's ejer, Vince McMahon, hyrede således nWo til at dræbe WWF (ligesom nWo havde forsøgt at "dræbe" WCW), så han ikke skulle dele magten i WWF med den nye medejer Ric Flair. nWo begyndte at gå efter WWF's to største stjerner, The Rock og Steve Austin. Ved WrestleMania X8 tabte Hollywood Hogan en historisk kamp mod The Rock, og efter kampen gav Hogan et håndtryk til The Rock. Utilfredse med Hogans venlighed over for The Rock gik Kevin Nash og Scott Hall til angreb på Hogan umiddelbart efter kampen og smed dermed Hogan ud af gruppen. Sammen med The Rock begyndte Hogan nu at kæmpe mod Scott Hall og Kevin Nash, som kort efter inkluderede to tidligere nWo-medlemmer, X-Pac (Syxx) og Big Show (The Giant), i gruppen.
Gendannelsen af nWo i WWF varede dog heller ikke længe. Kevin Nash blev skadet, og Scott Hall bad om at blive afskediget, pga. personlige problemer. Ric Flair blev et delvist medlem af gruppen, og i en kort periode var også Booker T medlem af nWo. I juni 2002 blev Shawn Michaels, der netop havde gjort comeback efter fire års pause fra wrestling, introduceret som det nyeste medlem af nWo, og han blev dermed det første medlem, der ikke havde wrestlet i World Championship Wrestling. Kevin Nash og Shawn Michaels forsøgte at få Triple H ind i gruppen også, men disse planer blev stoppet, da Nash blev skadet igen. I juli 2002 vendte Kevin Nash atter tilbage til ringen, men blot få sekunder inde i kampen blev han skadet endnu engang. Den 15. juli 2002 blev gruppen officielt opløst af Vince McMahon, og det var sidste gang, at navnet nWo er blevet nævnt i organisationen.

## nWo-medlemmer

### Det originale nWo (1996-1998)
New World Order blev dannet af Hollywood Hogan, Kevin Nash og Scott Hall ved WCW's Bash at the Beach 1996 7. juli 1996. Gruppen delte sig i to faktioner i foråret 1998 – nWo Wolfpac og nWo Hollywood.
| Ringnavn        | Medlem fra         | Medlem til                                 |
| --------------- | ------------------ | ------------------------------------------ |
| Scott Hall      | 7. juli 1996       | Sluttede sig til nWo Hollywood             |
| Kevin Nash      | 7. juli 1996       | Sluttede sig til nWo Wolfpac               |
| Hollywood Hogan | 7. juli 1996       | Sluttede sig til nWo Hollywood             |
| Ted DiBiase     | 26. august 1996    | 4. august 1997                             |
| The Giant       | 2. september 1996  | 30. december 1996                          |
| nWo Sting       | 9. september 1996  | Sluttede sig til nWo Hollywood             |
| Syxx            | 16. september 1996 | oktober 1997                               |
| Vincent         | 23. september 1996 | Sluttede sig til nWo Hollywood             |
| Jerry Sags      | 30. september 1996 | 14. oktober 1996                           |
| Brian Nobbs     | 30. september 1996 | 14. oktober 1996                           |
| Miss Elizabeth  | 30. september 1996 | Sluttede sig til nWo Wolfpac               |
| Eric Bischoff   | 18. november 1996  | Sluttede sig til nWo Hollywood             |
| Buff Bagwell    | 25. november 1996  | Sluttede sig til nWo Hollywood             |
| Mr. Wallstreet  | 9. december 1996   | 21. april 1997                             |
| Masahiro Chono  | 16. december 1996  | Sluttede sig til nWo Hollywood (nWo Japan) |
| Big Bubba       | 16. december 1996  | Foråret 1997                               |
| Scott Norton    | 16. december 1996  | Sluttede sig til nWo Hollywood             |
| Nick Patrick    | 6. januar 1997     | 6. april 1997                              |
| Randy Savage    | 23. februar 1997   | Sluttede sig til nWo Wolfpac               |
| Dennis Rodman   | 10. marts 1997     | Sluttede sig til nWo Hollywood             |
| The Great Muta  | 26. maj 1997       | Sluttede sig til nWo Hollywood (nWo Japan) |
| Konnan          | 14. juli 1997      | Sluttede sig til nWo Wolfpac               |
| Curt Hennig     | 14. september 1997 | Sluttede sig til nWo Wolfpac               |
| Rick Rude       | 11. november 1997  | Sluttede sig til nWo Wolfpac               |
| Louie Spicolli  | 24. januar 1998    | 15. februar 1998                           |
| Dusty Rhodes    | 24. januar 1998    | Sluttede sig til nWo Wolfpac               |
| Brian Adams     | 16. februar 1998   | Sluttede sig til nWo Hollywood             |
| Scott Steiner   | 22. februar 1998   | Sluttede sig til nWo Hollywood             |
| The Disciple    | 23. februar 1998   | Sluttede sig til nWo Hollywood             |

### nWo Wolfpac (1998)
nWo Wolfpac blev dannet af lederen Kevin Nash 27. april 1998 under en episode af WCW Monday Nitro, og han introducerede den regerende verdensmester Randy Savage som det første nye medlem med det samme. Kort efter blev gruppen faces, specielt fordi flere tidligere WCW-wrestlere tilsluttede sig gruppen, heriblandt Lex Luger og Sting, og nWo Wolfpac blev én af de mest populære grupper i World Championship Wrestlings historie. nWo Wolfpac var kendetegnet for deres sorte og røde farver i stedet for nWo's traditionelle sorte og hvide farver.
| Ringnavn       | Medlem fra     | Medlem til                     |
| -------------- | -------------- | ------------------------------ |
| Kevin Nash     | 27. april 1998 | Sluttede sig til nWo Reunion   |
| Randy Savage   | 27. april 1998 | juni 1998                      |
| Konnan         | 27. april 1998 | 4. januar 1999                 |
| Curt Hennig    | 4. maj 1998    | Sluttede sig til nWo Hollywood |
| Dusty Rhodes   | 11. maj 1998   | Sluttede sig til nWo Hollywood |
| Lex Luger      | 25. maj 1998   | Sluttede sig til nWo Reunion   |
| Rick Rude      | 1. juni 1998   | Sluttede sig til nWo Hollywood |
| Miss Elizabeth | 1. juni 1998   | Sluttede sig til nWo Hollywood |
| Sting          | 1. juni 1998   | 4. januar 1999                 |

### nWo Hollywood (1998)
nWo Hollywood var en fortsættelse af det originale nWo, og med Hollywood Hogan som leder bevarede gruppen de oprindelige hvide og sorte farver. Under en episode af WCW Monday Nitro 11. maj 1998 samlede Hollywood Hogan de nWo-medlemmer, som ønskede at støtte ham i stedet for udbrydergruppen nWo Wolfpac, hvor Kevin Nash fungerede som leder. Fordi gruppen var en fortsættelse af det originale nWo, blev også medlemmer fra nWo Japan (særligt The Great Muta og Masahiro Chono), den internationale udgave af gruppen i New Japan Pro Wrestling, ligeledes knyttet sammen med nWo Hollywood.
| Ringnavn        | Medlem fra       | Medlem til                   |
| --------------- | ---------------- | ---------------------------- |
| Hollywood Hogan | 11. maj 1998     | Sluttede sig til nWo Reunion |
| The Disciple    | 11. maj 1998     | 21. september 1998           |
| Eric Bischoff   | 11. maj 1998     | Sluttede sig til nWo Reunion |
| Brian Adams     | 11. maj 1998     | Sluttede sig til nWo Reunion |
| Vincent         | 11. maj 1998     | Sluttede sig til nWo Reunion |
| The Giant       | 11. maj 1998     | 4. januar 1999               |
| Scott Hall      | 17. maj 1998     | 22. november 1998            |
| Dusty Rhodes    | 17. maj 1998     | 30. november 1998            |
| nWo Sting       | 25. maj 1998     | 4. januar 1999               |
| Bret Hart       | 1. juni 1998     | 4. januar 1999               |
| Dennis Rodman   | 8. juni 1998     | juli 1998                    |
| Miss Elizabeth  | 8. juni 1998     | Sluttede sig til nWo Reunion |
| Scott Steiner   | 8. juni 1998     | Sluttede sig til nWo Reunion |
| Curt Hennig     | 14. juni 1998    | Sluttede sig til nWo Reunion |
| Rick Rude       | 14. juni 1998    | 4. januar 1999               |
| Buff Bagwell    | 20. juli 1998    | Sluttede sig til nWo Reunion |
| Scott Norton    | 20. juli 1998    | Sluttede sig til nWo Reunion |
| Masahiro Chono  | 20. juli 1998    | 4. januar 1999               |
| The Great Muta  | 20. juli 1998    | 4. januar 1999               |
| Stevie Ray      | 24. august 1998  | Sluttede sig til nWo Reunion |
| Horace Hogan    | 26. oktober 1998 | Sluttede sig til nWo Reunion |

### nWo Reunion (1999)
nWo Hollywood og nWo Wolfpac blev genforenet under en episode af WCW Monday Nitro 4. januar 1999. Den genforenede og samlede nWo-gruppe blev kendt som nWo Reunion, selvom der dog tydeligt var et A-hold (Wolfpac) og et B-hold (nWo Black and White).
| Ringnavn        | Medlem fra       | Medlem til      |
| --------------- | ---------------- | --------------- |
| Hollywood Hogan | 4. januar 1999   | 9. august 1999  |
| Kevin Nash      | 4. januar 1999   | 14. august 1999 |
| Scott Hall      | 4. januar 1999   | 14. august 1999 |
| Scott Steiner   | 4. januar 1999   | 14. august 1999 |
| Lex Luger       | 4. januar 1999   | 31. maj 1999    |
| Eric Bischoff   | 4. januar 1999   | 9. maj 1999     |
| Buff Bagwell    | 11. januar 1999  | 29. marts 1999  |
| Brian Adams     | 11. januar 1999  | 14. august 1999 |
| Vincent         | 11. januar 1999  | 14. august 1999 |
| Curt Hennig     | 11. januar 1999  | 25. januar 1999 |
| Scott Norton    | 11. januar 1999  | 14. august 1999 |
| Horace Hogan    | 11. januar 1999  | 14. august 1999 |
| Stevie Ray      | 11. januar 1999  | 14. august 1999 |
| Miss Elizabeth  | 11. januar 1999  | 31. maj 1999    |
| Disco Inferno   | 18. januar 1999  | 7. juni 1999    |
| David Flair     | 21. februar 1999 | 3. maj 1999     |
| Rick Steiner    | 24. maj 1999     | 14. august 1999 |

### nWo 2000 (2000)
nWo 2000 blev dannet under en episode af WCW Monday Nitro 20. december 1999 umiddelbart efter en VM-titelkamp mellem Bret Hart og Goldberg. Gruppen blev denne aften gendannet af fire wrestlere, der alle holdt én af WCW's vigtigste titler: Bret Hart (verdensmester), Jeff Jarrett (WCW United States Heavyweight Championship) og Kevin Nash og Scott Hall (WCW World Tag Team Championship).
| Ringnavn        | Medlem fra        | Medlem til       |
| --------------- | ----------------- | ---------------- |
| Bret Hart       | 20. december 1999 | 16. januar 2000  |
| Kevin Nash      | 20. december 1999 | 16. april 2000   |
| Scott Hall      | 20. december 1999 | 20. februar 2000 |
| Jeff Jarrett    | 20. december 1999 | 16. april 2000   |
| Harris Brothers | 27. december 1999 | 16. april 2000   |
| Scott Steiner   | 27. december 2000 | 16. april 2000   |

### WWF's nWo (2002)
I 2002 dukkede nWo op i World Wrestling Federation, og dette er den nok hidtil mindst succesrige udgave af nWo nogensinde, og Vince McMahon er ofte kritiseret for at have bragt gruppen ind i WWF bare for at kunne tilsløre det, da det var en WCW-skabning.
| Ringnavn             | Medlem fra       | Medlem til     |
| -------------------- | ---------------- | -------------- |
| Hollywood Hogan      | 17. februar 2002 | 17. marts 2002 |
| Kevin Nash           | 17. februar 2002 | 15. juli 2002  |
| Scott Hall           | 17. februar 2002 | maj 2002       |
| X-Pac (Syxx)         | 21. marts 2002   | 15. juli 2002  |
| Big Show (The Giant) | 22. april 2002   | 15. juli 2002  |
| Booker T             | 13. maj 2002     | 10. juni 2002  |
| Shawn Michaels       | 3. juni 2002     | 15. juli 2002  |

## Baggrund
Scott Hall, der tidligere var WWF-wrestleren Razor Ramon", begyndte at dukke op på WCWs ugentlige tv-program Nitro. Senere begyndte en anden tidligere WWF-wrestler, den tidligere WWF Heavyweight Champion Kevin Nash (i WWF kendt som Diesel) også at hærge WCW og dets wrestlere. De kaldte sig The Outsiders og ville gerne have en 3-mod-3 match mod WCW.
WCW trak lod mellem seks WCW wrestlere: Hulk Hogan, Lex Luger, The Giant, Randy Savage, Sting og Ric Flair. Det blev Luger, Sting og Savage der skulle kæmpe mod Nash, Hall og en tredje mystisk partner, som The Outsiders ikke ville afsløre hvem var.
Ved Bash at the Beach 1996 mødte WCW så The Outsiders. Den hemmelige tredje partner mødte dog ikke op, og kampen begyndte 3-mod-2 i WCWs favør. Lex Luger blev dog skadet, og måtte udgå. Det var nu 2-mod-2, og i sidste ende fik The Outsiders overtaget. Hulk Hogan kom så løbende mod ringen, og publikummet jublede. Hogan chokerede dog hele verdenen ved at angribe hans egen tagteampartner Randy Savage, og afslørede sig selv som den hemmelige tredje part.
Hogan meddelte så, at de var The New World Order.